# A poutru oni prosnulis'
A poutru oni prosnulis' (А поутру они проснулись) è un film del 2003 diretto da Sergej Nikonenko.

## Trama
Il film racconta otto storie di persone diverse che si sono svegliate in un centro per far riflettere e non riescono a ricordare come ci siano arrivate.